# Man of Miracles
| Recensione                        | Giudizio   |
| --------------------------------- | ---------- |
| AllMusic                          | [ 1 ]      |
| The New Rolling Stone Album Guide | [ 2 ]      |
| Sputnikmusic                      | 3.1 (Good) |
| Dizionario del Pop-Rock           | [ 4 ]      |

Man of Miracles è il quarto album del gruppo musicale Styx, pubblicato nel novembre del 1974 per l'etichetta discografica Wooden Nickel Records.
L'album raggiunse la centocinquantaquattresima posizione (il 30 novembre 1974) della classifica statunitense Billboard 200.

## Tracce
Lato A
1. Rock & Roll Feeling – 3:02 (James Young, John Curulewski)
2. Havin' a Ball – 3:53 (John Curulewski, James Young)
3. Golden Lark – 3:23 (Dennis DeYoung)
4. A Song for Suzanne – 5:15 (Dennis DeYoung)
5. A Man Like Me – 2:57 (James Young)

Lato B
1. Best Thing – 3:13 (James Young, Dennis DeYoung)
2. Evil Eyes – 4:02 (Dennis DeYoung)
3. Southern Woman – 3:10 (James Young, Ray Brandle)
4. Christopher, Mr. Christopher – 4:02 (Dennis DeYoung)
5. Man of Miracles – 4:55 (James Young, Dennis DeYoung, Ray Brandle)

- Il brano Best Thing fu sostituito, in una seconda edizione dell'album, dal brano: Lies (di Buddy Randell e Beau Charles, durata: 2:41)

## Formazione
- John Curulewski - chitarra, sintetizzatore arp, voce
- Dennis DeYoung - tastiere, sintetizzatori arp, voce
- Chuck Panozzo - basso
- John Panozzo - batteria
- James Young - chitarra, voce

Note aggiuntive
- John Ryan - produttore (per la Chicago Kid Productions in cooperazione con Bill Traut)
- Registrazioni effettuate al Golden Voice Studios di South Pekin, Illinois (Stati Uniti)
- Gary Loizzo - ingegnere delle registrazioni
- Remixato al Paragon Recording Studios di Chicago, Illinois
- Masterizzato al Sterling Sound di New York da Lee Hulko
- Barry Alan Fasman - arrangiamento strumenti ad arco (brano: Golden Lark)
- Barry Alan Fasman - arrangiamento strumenti a fiato (brano: A Man Like Me)
- Acy Lehman - art direction
- Lee Rosenblatt - copertina album[8]